# Уолмарт
„Уол-Март“ (на английски: Wal-Mart) e най-голямата верига магазини за търговия на дребно, както и най-голямата корпорация в света.
Създадена е от Сам Уолтън през 1962 г. в град Роджърс, щата Арканзас. Седалището му днес е в гр. Бентънвил (Bentonville), Арканзас, САЩ.
До 1991 г. дейността на Уол-Март е ограничена в рамките на Съединените американски щати. През 1990 г. Уол-Март осъзнават, че възможностите за растеж в САЩ са вече ограничени. Управляващите пресмятат, че до началото на 2000 г., възможностите за местен растеж ще бъдат ограничени заради насищане на пазара. Така компанията решава да предприеме глобална експанзия.
През 1991 г. Уол-Март започват международното си разширяване като отварят първите си магазини в Мексико. Дейността в Мексико се изгражда като джойнт-венчър с най-големия търговец на дребно – „Цифера“ (Cifera). Днес Мексико е водещият пазар на международните операции на Уол-Март.
През 1998 г. Уол-Март придобиват контрол (закупуват) върху „Цифера“.
„Уол-Март“ е най-големият частен работодател в САЩ и Мексико. Към 2015 г. в „Уол-Март“ работят около 2,2 милиона работници и служители.

## Лого
- 1962-1966 г.
- 1966-1981 г.
- 1981-1992 г.
- 1992-2008 г.
- 2008-2025 г.
- 2025 г. до момента